# Sisyphomyia pygmaea
Sisyphomyia pygmaea là một loài ruồi trong họ Tachinidae.